# Chester Rows

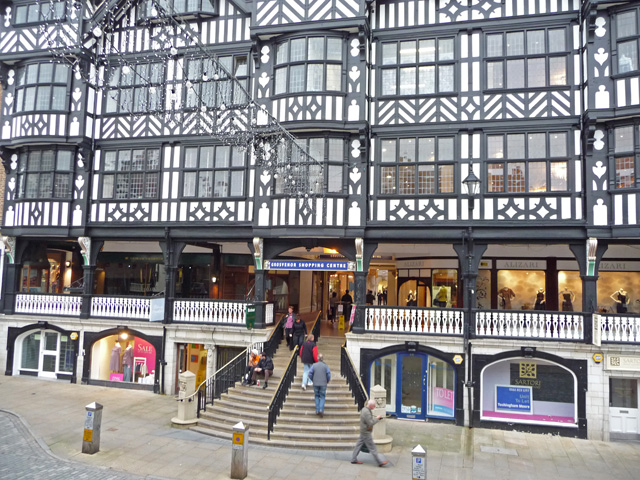

De Chester Rows zijn vakwerkhuizen met gaanderijen in het Engelse Chester. Er is een gaanderij op de eerste verdieping met toegangsdeuren tot winkels, en er zijn gaanderijen en toegangen op de begane grond (soms met een trap naar beneden). De Rows dateren uit de middeleeuwen. 